# Venosa
Venosa ist eine italienische Gemeinde mit 10.795 Einwohnern (Stand am 31. Dezember 2023) im Norden der Provinz Potenza in der Region Basilikata. Sie ist Mitglied der Vereinigung I borghi più belli d’Italia (Die schönsten Orte Italiens).
In Venosa werden Reben für den Rotwein Aglianico del Vulture angebaut.

## Geografische Lage
Venosa liegt in den hügeligen östlichen Ausläufern des erloschenen Vulkans Monte Vulture, genauer auf einem Rücken am Nordhang des Hügels Serra la Croce (813 m) in etwa 400 Metern Höhe. Die umgebenden Gemeinden sind Barile, Ginestra, Lavello, Maschito, Montemilone, Palazzo San Gervasio, Rapolla (PZ) sowie Spinazzola in der apulischen Metropolitanstadt Bari.

## Geschichte

### Antike
Erste nachgewiesene Spuren menschlicher Anwesenheit auf dem Gebiet der Stadt, genauer aus Notarchirico, datieren aus der Zeit vor mindestens 600.000 Jahren.
Geschichtlich nachgewiesen ist die antike Stadt Venusia, in Apulia, die die Römer von den Samniten im Jahr 291 v. Chr. eroberten. Der Name Venusia soll sich auf die samnitische Göttin Imene beziehen, die der römischen Venus entsprach. Die Römer gründeten eine Kolonie und schlossen sie 268 v. Chr. an die Via Appia an. Venusia hatte zu dieser Zeit etwa 20.000 Einwohner. Nach dem Bundesgenossenkrieg, in dem Venusia zusammen mit nordapulischen Städten gegen Rom kämpfte, erhielt die Siedlung im Jahr 89 v. Chr. die Stadtrechte und wurde Municipium. Mit dem Zuzug weiterer Bürger wurde Venusia eine der führenden römischen Städte in Italien, wovon die Bauten diverser Tempel und eines Amphitheaters zeugen.
Auch in den Zeiten des frühen Christentums erhielt die Stadt ihren Wohlstand. Für das Jahr 389 ist hier die erste jüdische Gemeinde in Italien belegt.

### Mittelalter
Im Frühmittelalter teilte Venosa das Schicksal vieler süditalienischer Städte und gelangte abwechselnd unter die Herrschaft von Langobarden, Byzantinern und Sarazenen. Im Jahr 1041 eroberten die Normannen Venosa: Drogo von Altavilla wählte 1042/43 Venosa zu seiner Residenz als apulischer Graf und gründete die Abtei der Santissima Trinità mit einer Kirche, die zur Grablege Drogos sowie seiner Brüder Wilhelm und Humfred wurde. Gescheiterte Aufstände gegen die nachfolgenden Herrscher (1133 gegen Roger II. und 1268 gegen Karl I. von Anjou), aber auch Erdbeben zerstörten die Stadt immer wieder. Seit dem 14. Jahrhundert herrschte die Familie  Orsini über Venosa, per Mitgift gelangte die Stadt an das Geschlecht der del Balzo. Pirro del Balzo baute die Stadt 1470 neu auf, er errichtete auch das Kastell an der Stelle der ehemaligen Bischofskirche. Mit der Eroberung Süditaliens durch die Aragonesen beginnt der Niedergang. Eine Pest im Jahr 1503 reduziert die Einwohnerzahl von etwa 18.000 auf rund ein Drittel.

### Neuzeit
1516 wird die Fürstenfamilie Gesualdo mit Venosa beliehen, die in der wirtschaftlich darbenden Stadt durch ihren Hof durch Gründung der Accademia dei Piacevoli e dei Soavi, der Scuola di Diritto und der Accademia dei Rinascenti Kunst und Wissenschaft zu einer kurzen Blüte verhilft und Künstler und Wissenschaftler nach Venosa holt. Nach dem Tod des letzten Fürsten der Familie, des Komponisten Don Carlo Gesualdo, fällt die Stadt in weitgehende Bedeutungslosigkeit.
1820 war die Stadt an der Bewegung der Carbonari beteiligt, dies und Auseinandersetzungen des Jahres 1861 um den Briganten Carmine Crocco sind die einzigen bemerkenswerten Ereignisse des 19. Jahrhunderts, in dem Venosa zu einer mittleren Provinzstadt des geeinten Italien wird.
Venosa lebt heute im Wesentlichen von der Landwirtschaft, namentlich vom Weinbau, und vom Tourismus, dem es sich als „Stadt der Kunst“ präsentiert. Das Weinbaugebiet Vulture, zu dem Venosa gehört, produziert mit dem DOC-Wein Aglianico del Vulture einen der bekanntesten süditalienischen Rotweine.

## Sehenswürdigkeiten
- Reste der römischen Stadt Venusia aus dem 1. und 2. Jahrhundert n. Chr., darunter Grundmauern eines Amphitheaters und eines Frigidariums
- Casa di Orazio, Reste des angeblichen Geburtshauses von Horaz
- Abbazia della Santissima Trinità, Abteikomplex mit Abteikirche (Chiesa vecchia – alte Kirche) aus dem 11. Jahrhundert, Grablege einiger normannischer Grafen aus dem Hause Hauteville sowie von Alberada, der ersten Frau Robert Guiskards; im Osten daran anschließend die Chiesa incompiuta (unvollendete Kirche) bzw. Chiesa nuova (neue Kirche), ein in den Außenmauern stecken gebliebener Versuch einer Vergrößerung der ursprünglichen Kirche mit gewaltigen Ausmaßen (12.–14. Jahrhundert)
- Kastell von Pirro del Balzo mit Burggraben, errichtet 1460–70, darin Museo archeologico nazionale und Stadtbibliothek
- Kathedrale Sant’Andrea Apostolo (vollendet 1503)
- Kirche San Filippo Neri (1679)

## Söhne und Töchter der Stadt
- Horaz (* Venosa 65 v. Chr., † Rom 8 v. Chr.), römischer Dichter
- Manfred (* angeblich Venosa 1232, † 1266 bei Benevent), Sohn von Kaiser Friedrich II., Fürst von Tarent, König von Sizilien
- Bartolomeo Maranta (* Venosa 1500, † Molfetta 1571), Arzt und Botaniker
- Luigi Tansillo (* Venosa 1510, † Teano 1568), Lyriker
- Don Carlo Gesualdo, Fürst von Venosa (* Venosa 1566, † Gesualdo 1613), bedeutender Komponist der Renaissance
- Giovanni Battista De Luca (* Venosa 1614, † Rom 1683), Rechtsgelehrter und Kardinal
- Giacomo Di Chirico (* Venosa 1844, † Neapel 1883), Maler
- Mario de Bernardi (* Venosa 1893, † Rom 1959), Jagdflieger
- Rocco Talucci (* 1936 Venosa), Priester und Erzbischof
- Massimo Osanna (* 1963 Venosa), Klassischer Archäologe, Generaldirektor der staatlichen Museen Italiens

## Foto-Galerie

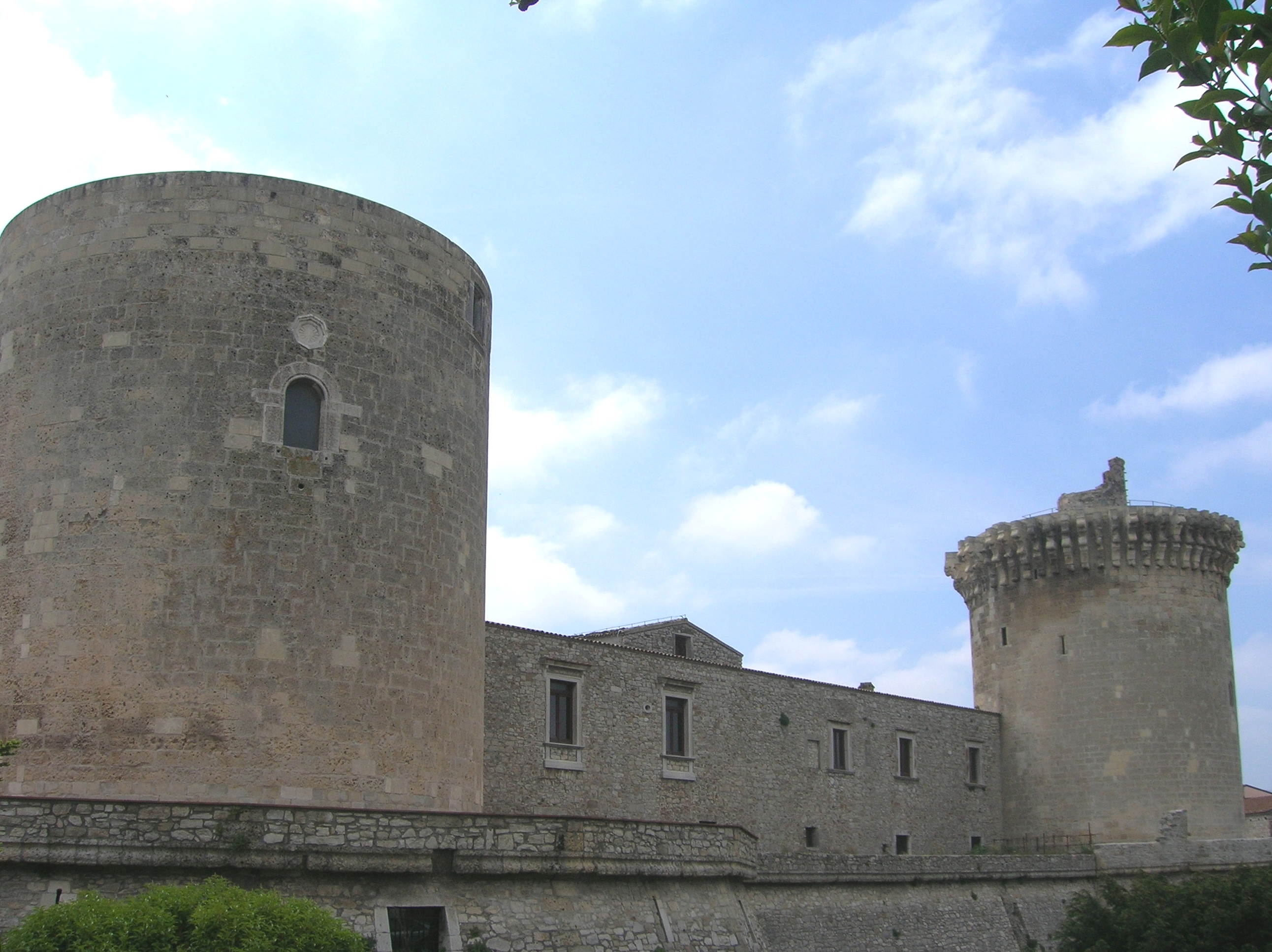
Die Burg
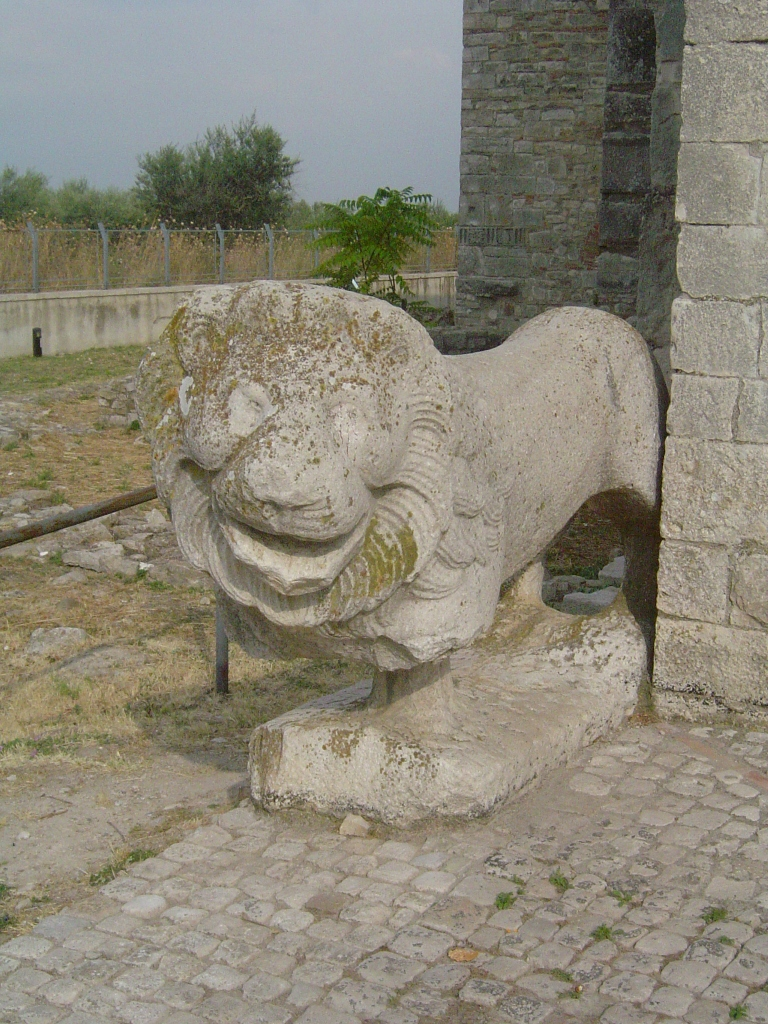
Römische Skulptur eines Löwen vor der Abteikirche
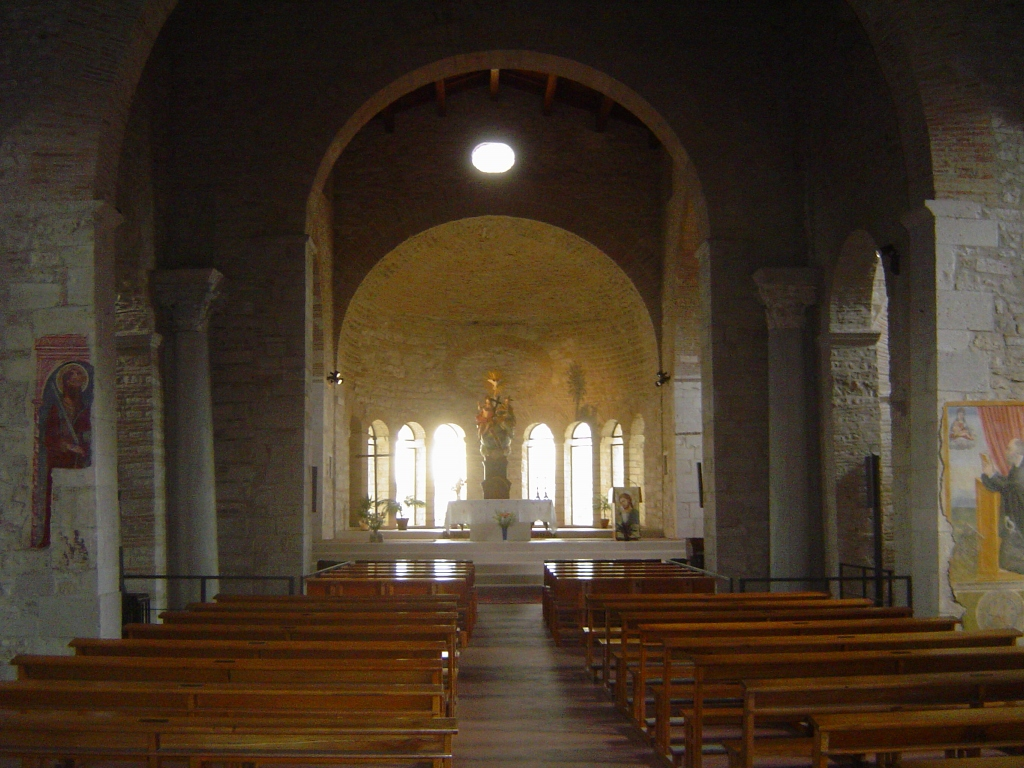
Das Innere der Abteikirche SS. Trinità
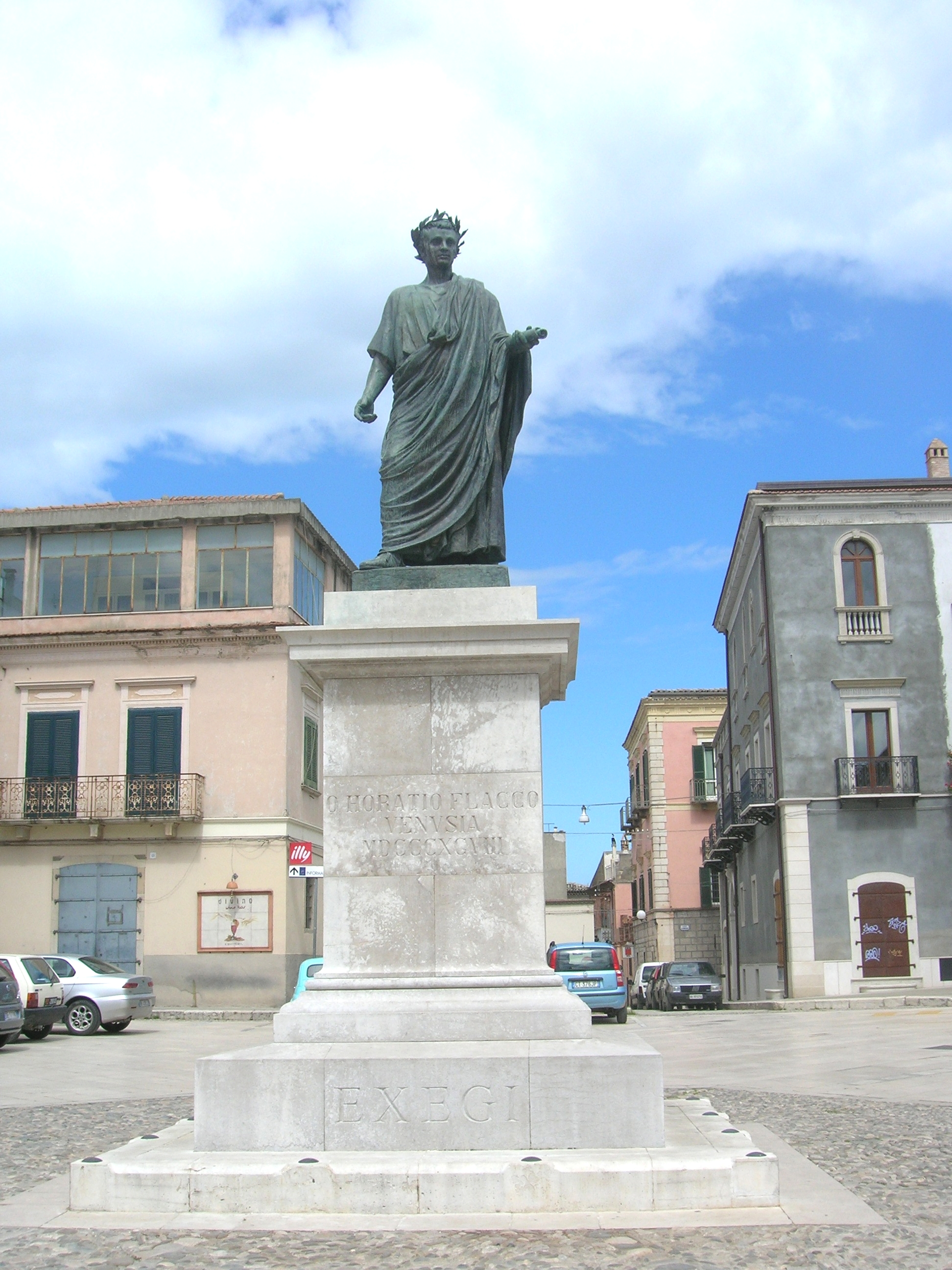
Die Statue des Horaz
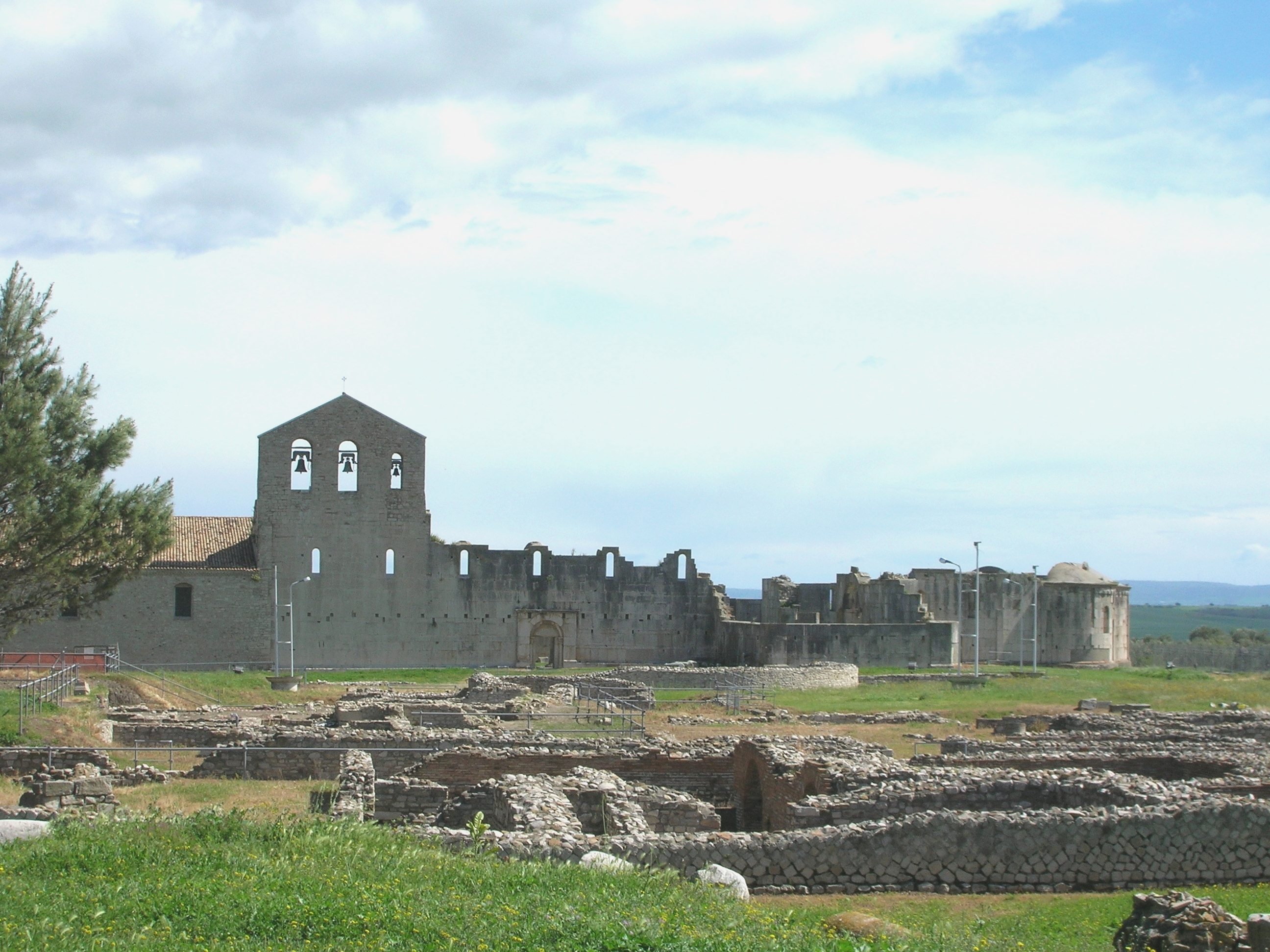
Die unvollendete Erweiterung von SS. Trinità
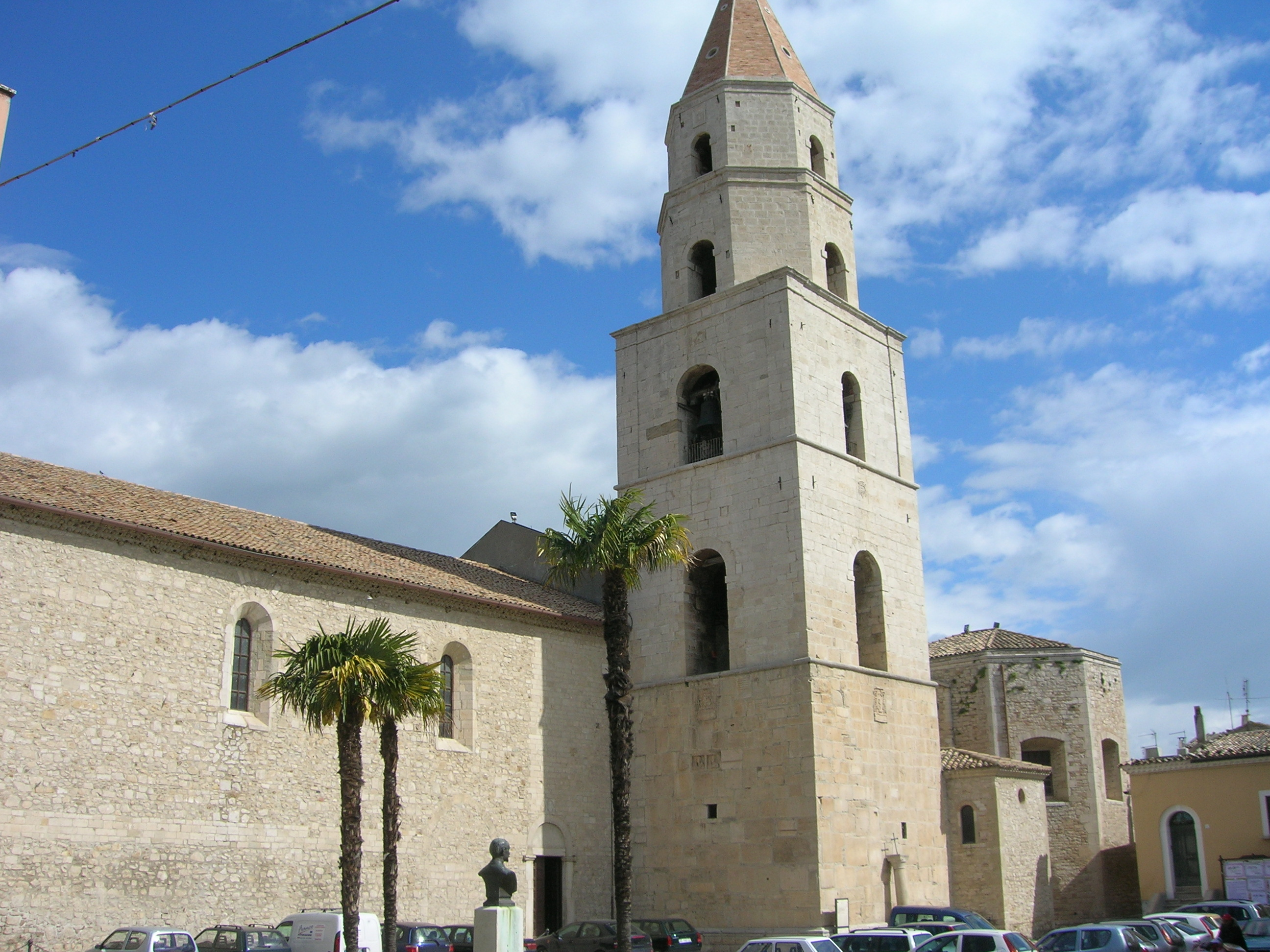
Dom Sant’Andrea
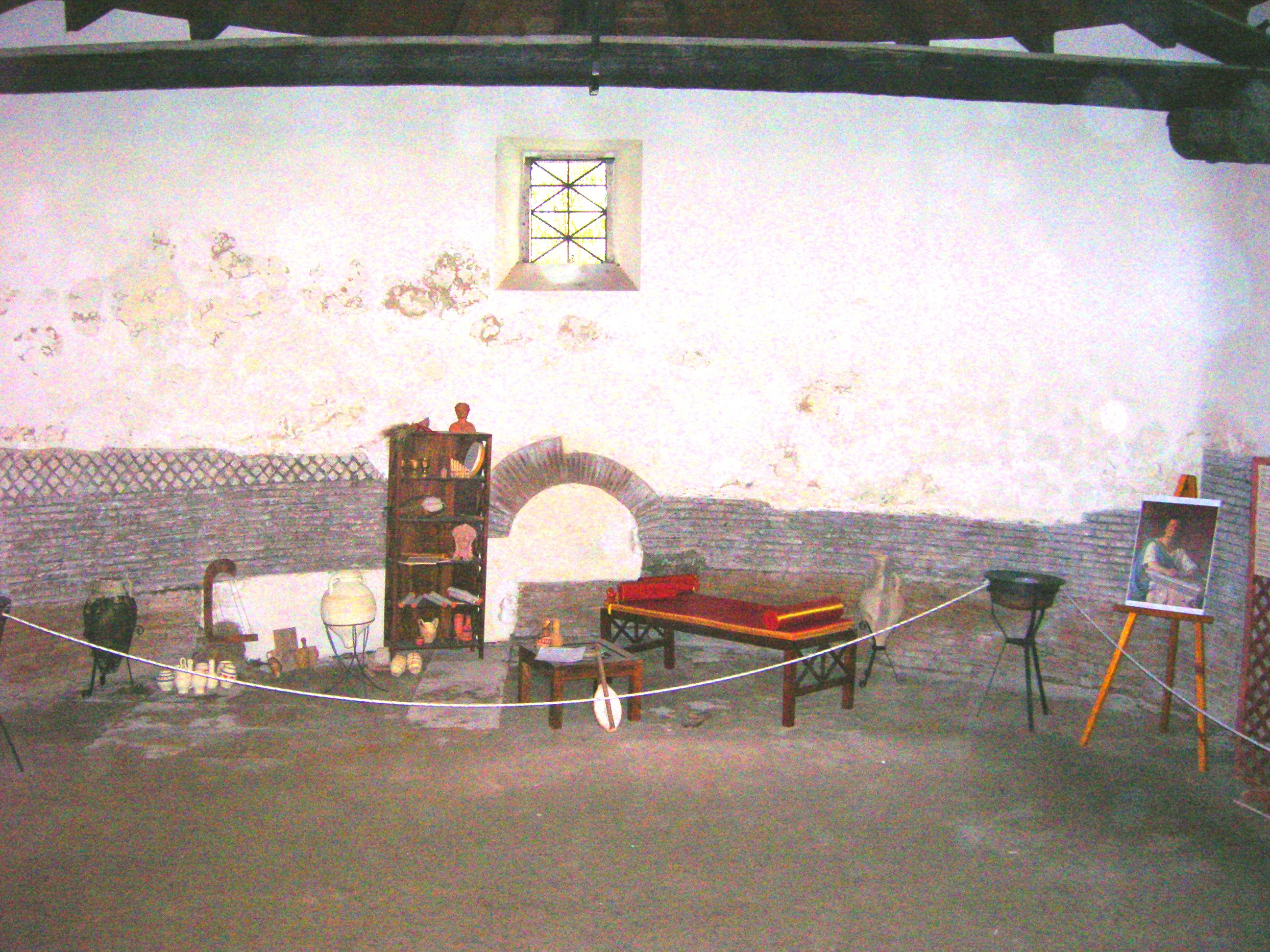
„Haus des Horaz“
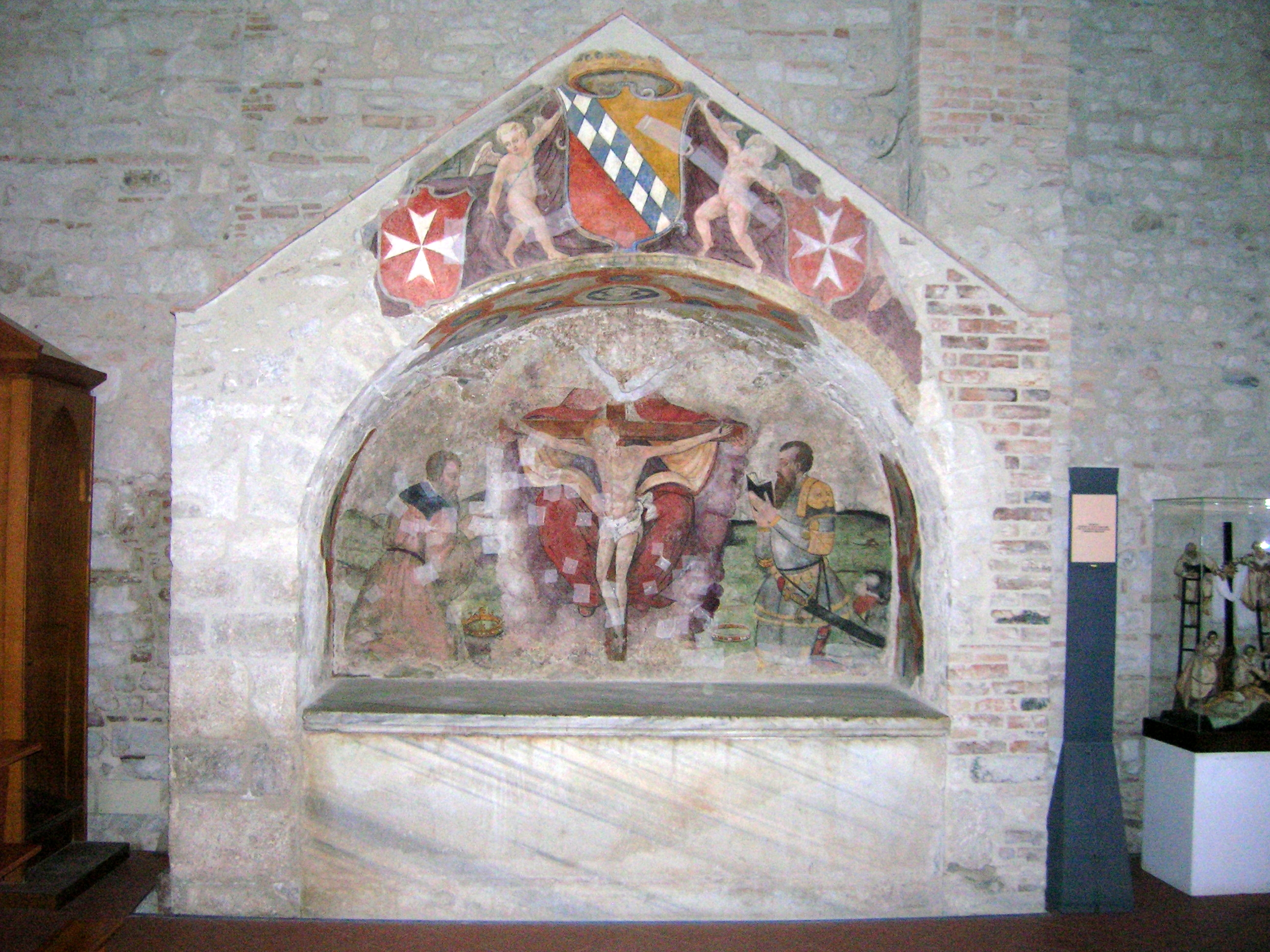
Das Grab der Familie Hauteville
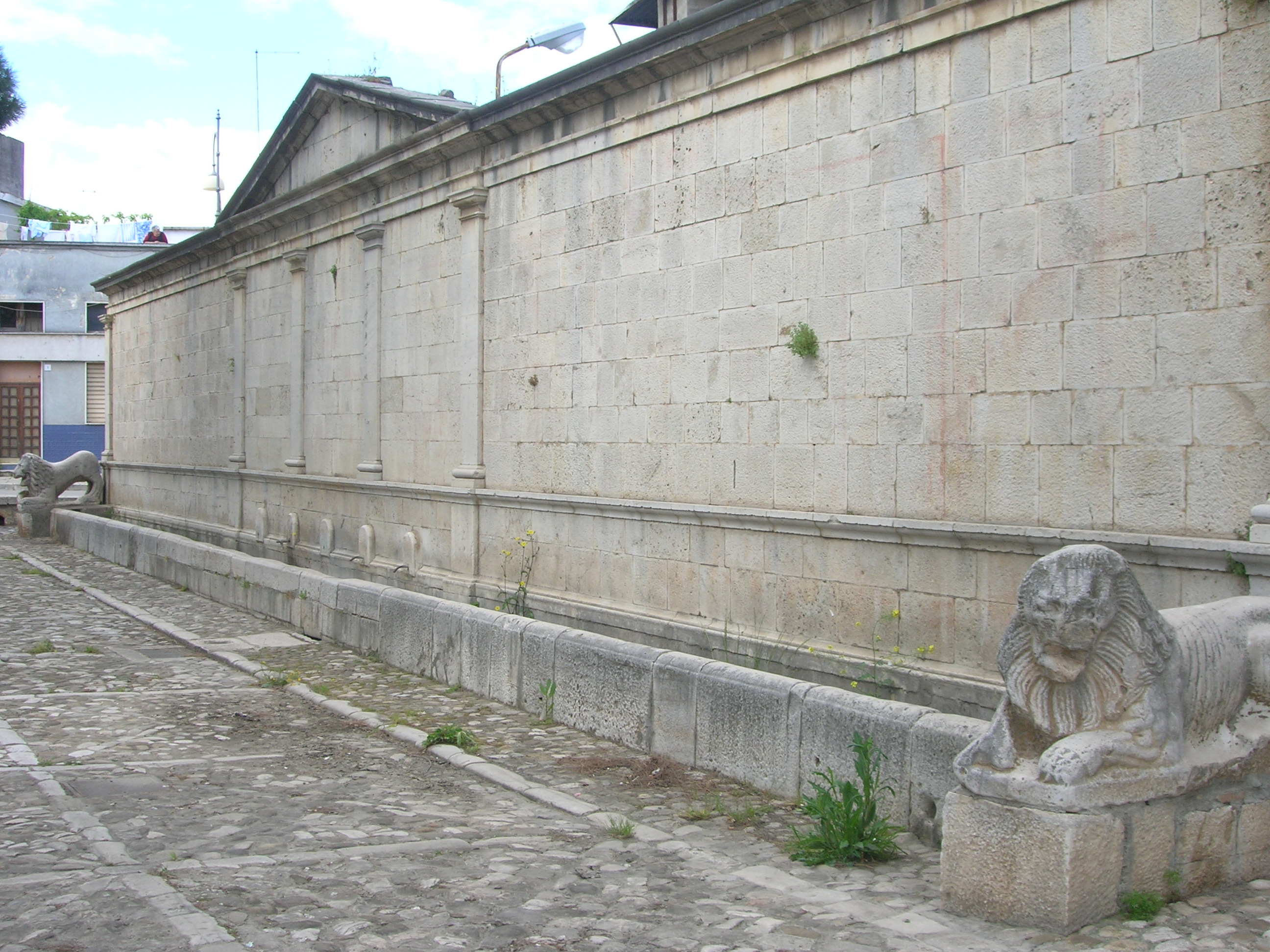
Der Anjou-Brunnen
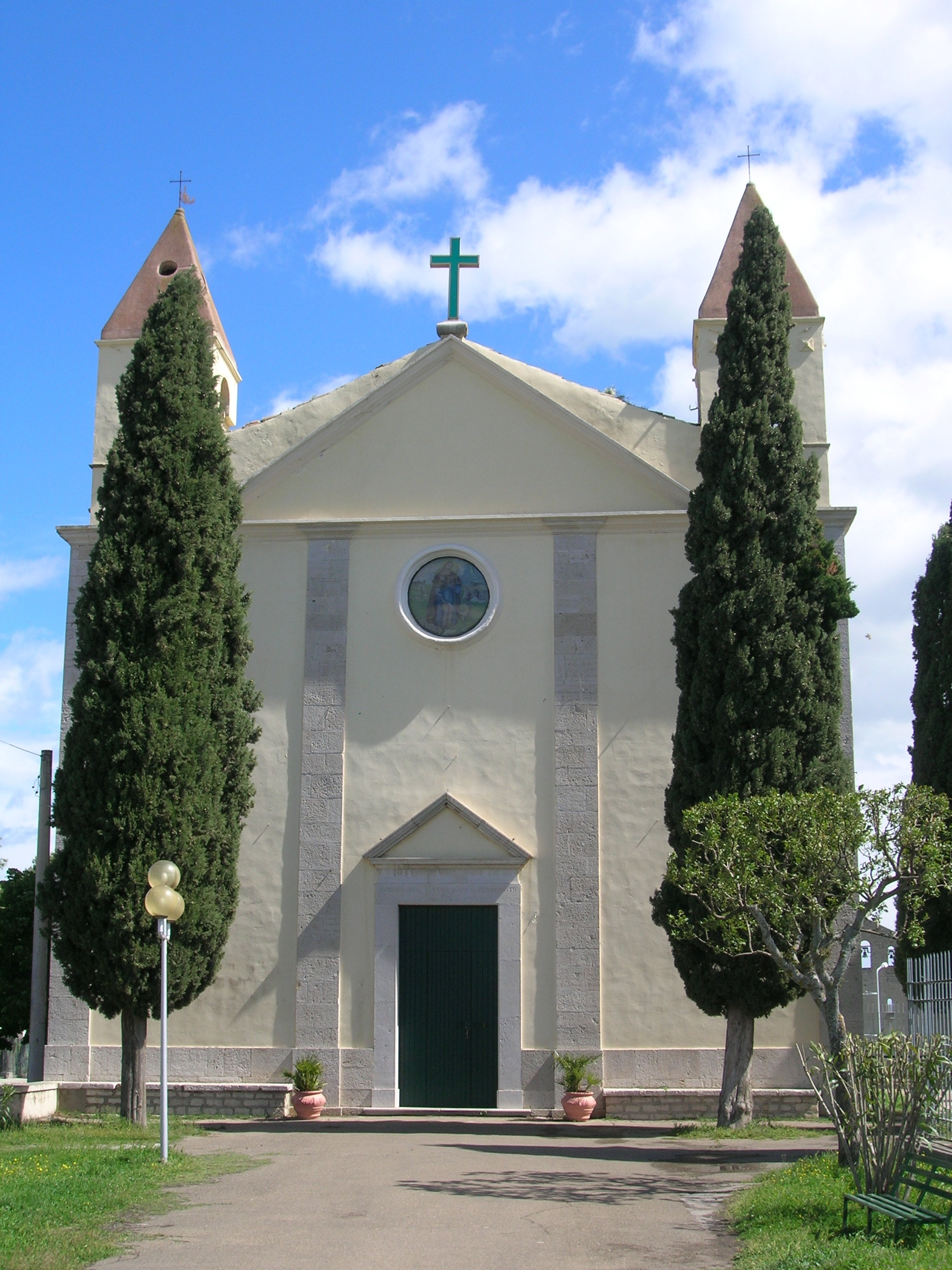
Die Kirche San Rocco
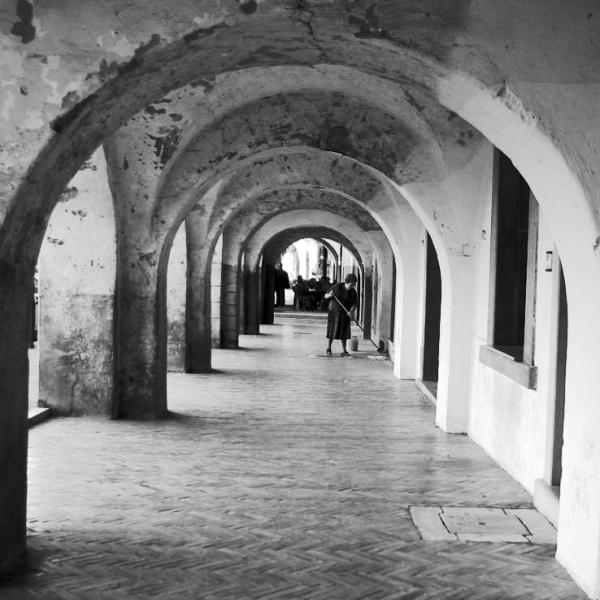
Die Portikus von Venosa